# Oedemera pthysica
Oedemera pthysica es una especie de coleóptero polífago de la familia Oedemeridae.

## Descripción
Mide entre ocho y diez centímetros de largo, con la base y márgenes de los élitros de color negro. El abdomen de las hembras está bordeado por una banda amarillenta bastante ancha. 

## Distribución y ecología
Se trata de una especie de distribución euroasiática presente en Centroeuropa, el Cáucaso y Turquía. En la parte meridional de su distribución es más esporádica y está ausente en gran parte de la región atlántica. En la península ibérica se ha localizado en Portugal, a lo largo de la cordillera Cantábrica, en los Picos de Europa, Somosierra y Pirineos Catalanes.
Los adultos se pueden observar desde mayo hasta agosto en las flores de diferentes plantas de las familias de las apiáceas y las ranunculáceas.